# Zračna luka Sawan
Zračna luka Sawan (sindhi: سون, urdu: سون‎) privatna je zračna luka koja se nalazi u pakistanskoj provinciji Sindh. U vlasništvu je konzorcija energetskih kompanija koje posjeduju obližnje plinsko polje Sawan.

## Avio kompanije i destinacije

### Civilni transport
| Zračna luka Sawan                   | Zračna luka Sawan |
| Avio kompanija                      | Destinacije       |
| ----------------------------------- | ----------------- |
| Pakistan International Airlines     | Karachi           |
| Aircraft Sales and Services Limited | Karachi           |

## Vanjske poveznice
- EAIS.com[neaktivna poveznica]
- World Airport Codes.com  Arhivirana inačica izvorne stranice od 2. studenoga 2012. (Wayback Machine)